# Fragments (pel·lícula)
Fragments és una pel·lícula de drama psicològic del 2008 dirigit per Rowan Woods i protagonitzat per Kate Beckinsale, Dakota Fanning, Josh Hutcherson, Guy Pearce, Forest Whitaker, Jennifer Hudson, Jackie Earle Haley, Jeanne Tripplehorn i Embeth Davidtz. És una adaptació de la novel·la Winged Creatures de Roy Freirich. Es va publicar en DVD als Estats Units el 4 d'agost de 2009, a càrrec de Sony Pictures Worldwide Acquisitions Group. S'ha doblat i subtitulat al català.